# 671294 (2014 JO25)
(671294) 2014 JO25 of 2014 JO25 is een aardscheerder of, in het Engels, een near-earth asteroid, een zgn. Apollo-planetoïde met een zodanige baan om de Zon dat deze de baan van de Aarde kruist, althans zeer dicht bij de Aarde in de buurt kan komen.

2014 JO25 werd in mei 2014 ontdekt door de Catalina Sky Survey in Tucson, Arizona, als onderdeel van NASA's "NEO Observations Program". De planetoide is ongeveer 650 m lang en is dus ongeveer 60x keer zo groot als de Tsjeljabinsk Meteoroïde die in 2013 in Rusland insloeg.
2014 JO25 heeft een albedo van 0,25; d.w.z. dat het oppervlak van de planetoïde ongeveer 2x zoveel licht reflecteert als het maanoppervlak. Het is daarmee een relatief helder object.

## Passage langs de aarde in april 2017
2014 JO25 vloog op 19 april 2017 relatief dicht langs de Aarde op een afstand van minder dan 0,011752 Astronomische eenheden, ongeveer 1.758.000 km, ruwweg 4,6 x verder dan de Maan. Hij kreeg daarbij een helderheid van ongeveer magnitude 10 of 11, wat betekent dat hij waarneembaar was voor telescopen met een lensopening van ca. 8 inch (20 cm), dus met de betere amateurtelescopen. Het is de dichtstbijzijnde passage van een planetoïde van deze omvang sinds die van de planetoïde "4179 Toutatis" in september 2004 die langs vloog op 4 maan-afstanden. En de eerstvolgende passage van een planetoïde van deze omvang zal pas in augustus 2027 zijn wanneer "1999 AN10" (ongeveer 800 m groot) de Aarde zal naderen tot ongeveer één maanafstand (ca. 380.000 km). Uit baanberekeningen blijkt dat het 400 jaar geleden is dat 2014 JO25 de Aarde zo dicht naderde, en het zal 500 jaar duren voordat dat weer gebeurt.

De planetoïde naderde dicht genoeg om goede radarwaarnemingen mogelijk te maken. NASA heeft 2014 JO25 bestudeerd met het Goldstone Deep Space Communications Complex in Californië van 16-21 april. De radiotelescoop in Arecibo heeft radarobservaties met een hoge resolutie gedaan van 15-20 april. Deze waarnemingen hebben geleid tot een beter inzicht in de grootte en vorm van 2014 JO25.

De passage langs de Aarde kon ook live gevolg worden via het zgn. Virtual Telescope Project, hier.